# 稲田秀樹
稲田 秀樹（いなだ ひでき、1964年2月16日 - ）は、東宝に所属する映画プロデューサー。

## 来歴・人物
北海道出身。北海道札幌東高等学校から北海道大学経済学部に進学し、映画研究会に所属。ヴィム・ヴェンダースやフォルカー・シュレンドルフなどのドイツ映画に影響され、ドイツ留学も経験する。映画熱に浮かされて大学を中退して上京し、通販番組やアイドルビデオ、アダルトビデオの手伝い、映画館のモギリなどで糊口をしのぎながら、知り合った映画プロデューサーの紹介によりライトヴィジョンに入社。
1995年に共同テレビジョンに移籍。以降、『いいひと。』（関西テレビ・フジテレビ）、『アンフェア』（関西テレビ・フジテレビ）、『リーガル・ハイ』（フジテレビ）などのテレビドラマ、『笑の大学』、『電車男』など映画のプロデュースを手がけ数々のヒット作品を生み出した。
2016年3月に共同テレビを退社し、同年4月テレビ東京に編成局次長兼統括プロデューサーとして中途入社。同年7月から放送された金曜8時のドラマ枠の『ヤッさん〜築地発! おいしい事件簿〜』が、テレビ東京移籍後初めてプロデュースしたドラマとなった。2018年、ビジネスパーソンに向けたドラマ枠「ドラマBiz」を新設する。
2023年3月末にテレビ東京を退社し、同年4月東宝に移籍。

## 作品

### テレビドラマ

#### 共同テレビ時代
局名のないものはフジテレビ
- 木曜の怪談「怪奇倶楽部」（1995年）
- 宮沢賢治生誕100年記念ドラマ 奇跡の少年（1996年、岩手めんこいテレビ）
- 新・木曜の怪談「サイボーグ」（1996年）
- いいひと。（1997年、関西テレビ）
- 世にも奇妙な物語
  - 世にも奇妙な物語 秋の特別編 (1997年)
  - 世にも奇妙な物語 春の特別編 (1998年)
  - 世にも奇妙な物語 秋の特別編 (1998年)
  - 世にも奇妙な物語 春の特別編 (1999年)
  - SMAPの特別編（2001年）
  - 世にも奇妙な物語 秋の特別編 (2001年)
- 甘い結婚（1998年）
- ソムリエ（1998年、関西テレビ）
- 恋愛詐欺師（1999年、テレビ朝日）
- 催眠（2000年、TBS）
- 私を旅館に連れてって（2001年）
- 初体験（2002年）
- やんパパ（2002年）
- ダイヤモンドガール（2003年）
- 八つ墓村（2004年）
- みんな昔は子供だった（2005年・関西テレビ）
- 女王蜂（2006年）
- アンフェア（2006年、関西テレビ）[7]
- 花嫁とパパ（2007年）
- 薔薇のない花屋（2008年、フジテレビ、作品自体は局制作）
- シバトラ〜童顔刑事・柴田竹虎〜（2008年）
- フジテレビ開局50周年企画 わが家の歴史（2010年）
- ジョーカー 許されざる捜査官（2010年）
- ギルティ 悪魔と契約した女（2010年、関西テレビ）
- リーガル・ハイ（2012年、2013年、第2期以降局制作）
- 家族ゲーム（2013年）
- よろず占い処 陰陽屋へようこそ（2013年、関西テレビ）
- HAMU -公安警察の男-（2014年1月10日、アソシエイトプロデューサー）
- 無痛〜診える眼〜（2015年、アソシエイトプロデューサー）

#### テレビ東京時代
- ヤッさん〜築地発! おいしい事件簿〜（2016年、プロデューサー）[4]
- マッサージ探偵ジョー（2017年、プロデューサー）
- ヘッドハンター（2018年、チーフプロデューサー）[6]
- ラストチャンス 再生請負人（2018年、チーフプロデューサー）
- Aではない君と（2018年、チーフプロデューサー）
- ハラスメントゲーム（2018年、チーフプロデューサー）
- よつば銀行 原島浩美がモノ申す!〜この女に賭けろ〜（2019年、プロデューサー）
- ハル〜総合商社の女〜（2019年、プロデューサー）
- 病院の治しかた〜ドクター有原の挑戦〜（2020年、プロデューサー）
  - 病院の治しかた～スペシャル～（2021年7月26日）
- レンタルなんもしない人（2020年、プロデューサー）
- ふろがーる!（2020年、プロデューサー）
- 共演NG（2020年、プロデューサー）
- 春の呪い（2021年、チーフプロデューサー）
- 女の戦争〜バチェラー殺人事件〜（2021年、チーフプロデューサー）
- ドラマ「家、ついて行ってイイですか?」（2021年、チーフプロデューサー）
- 吉祥寺ルーザーズ（2022年、プロデューサー）
- ダ・カーポしませんか?（2023年、プロデューサー）
- 神の手（2023年、プロデューサー）
- ハイエナ（2023年、協力プロデューサー）

### 映画
- 笑の大学（2004年）
- 電車男（2005年）
- キャッチ ア ウェーブ（2006年）
- アンフェア the movie（2007年）
- アンフェア the answer（2011年）
- エイプリルフールズ（2015年）
- アンフェア the end（2015年）